# ادوبو
ادوبو (انگلیسی: Philippine adobo) یک غذای فیلیپینی و فرایند پخت و پز محبوب در غذاهای فیلیپینی است که شامل گوشت، غذاهای دریایی یا سبزیجات است که در سرکه، سس سویا، سیر، برگ بو و دانه‌های فلفل سیاه ترشی می‌شوند، که در روغن قهوه‌ای می‌شوند و در ماریناد می‌جوشند. گاهی اوقات این غذای ملی غیررسمی در فیلیپین در نظر گرفته شده‌است.